# Xã Alexander-Belle Prairie, Quận Rush, Kansas
Xã Alexander-Belle Prairie (tiếng Anh: Alexander-Belle Prairie Township) là một xã thuộc quận Rush, tiểu bang Kansas, Hoa Kỳ. Năm 2010, dân số của xã này là 116 người.